# Kevin Porter (ur. 1950)
Kevin Porter (ur. 17 kwietnia 1950 w Chicago) – amerykański koszykarz, obrońca, czterokrotny lider NBA w asystach, późniejszy trener.
24 lutego 1978 roku ustanowił rekord NBA, zdobywając 29 asyst w trakcie jednego spotkania. Miało to miejsce podczas zwycięskiej (126-112) konfrontacji New Jersey Nets z Houston Rockets. Porter uzyskał wtedy również 14 punktów oraz 5 zbiórek. Liczba asyst, które wtedy zanotował była wyższa niż całej drużyny przeciwnej (29-18). Jego rekord został poprawiony dopiero po 12 latach przez Scotta Skilesa.
W trakcie swojej kariery zostawał czterokrotnie liderem NBA w asystach. Dziewięciokrotnie zdobywał co najmniej 22 asysty w jednym spotkaniu.
Jest jedynym zawodnikiem w historii NBA, który uzyskał w trakcie jednego spotkania co najmniej 25 punktów oraz 25 asyst. Miało to miejsce 9 marca 1979 roku. W wygranym (160-119) spotkaniu przeciw Boston Celtics zanotował 30 punktów oraz 25 asyst.
Na parkietach ligi NBA łącznie 7645 punktów i 5314 asyst. 

## Osiągnięcia
NBA
- Finalista NBA (1975)[5]
- 4-krotny lider NBA w asystach (1975, 1978–79, 1981)[1]